# Geographie Nordrhein-Westfalens

Lage in Deutschland

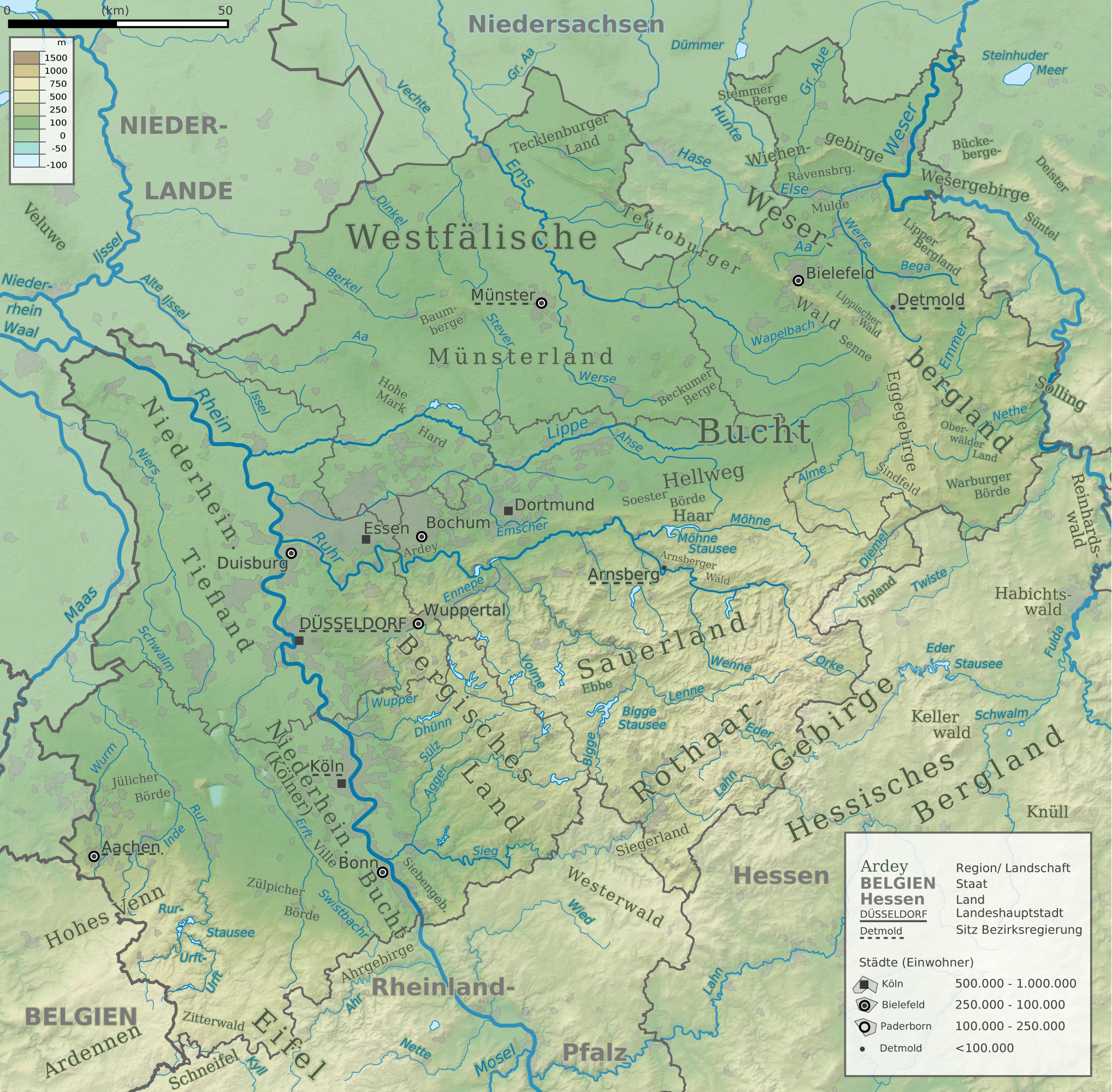
Topographie und Landschaften Nordrhein-Westfalens

Bestimmendes Merkmal der Geographie Nordrhein-Westfalens ist die Lage des Nordteils des Landes in der Norddeutschen Tiefebene und des Südteils in den Mittelgebirgen. Der Norden Nordrhein-Westfalens in der flachen Tiefebene ist waldarm, wird intensiv landwirtschaftlich genutzt und ist dicht besiedelt. Der bergige Süden ist stärker bewaldet und bevölkerungsärmer. Das Klima in der Tiefebene ist deutlich milder und trockener als in den bergigen Landesteilen. Von Süd nach Nord durchfließen der Rhein und die Weser das Land. Dem Rhein fließen von Ost nach West die Lippe und die Ruhr zu. Nördlich davon verläuft die Ems.

## Lage und Topographie

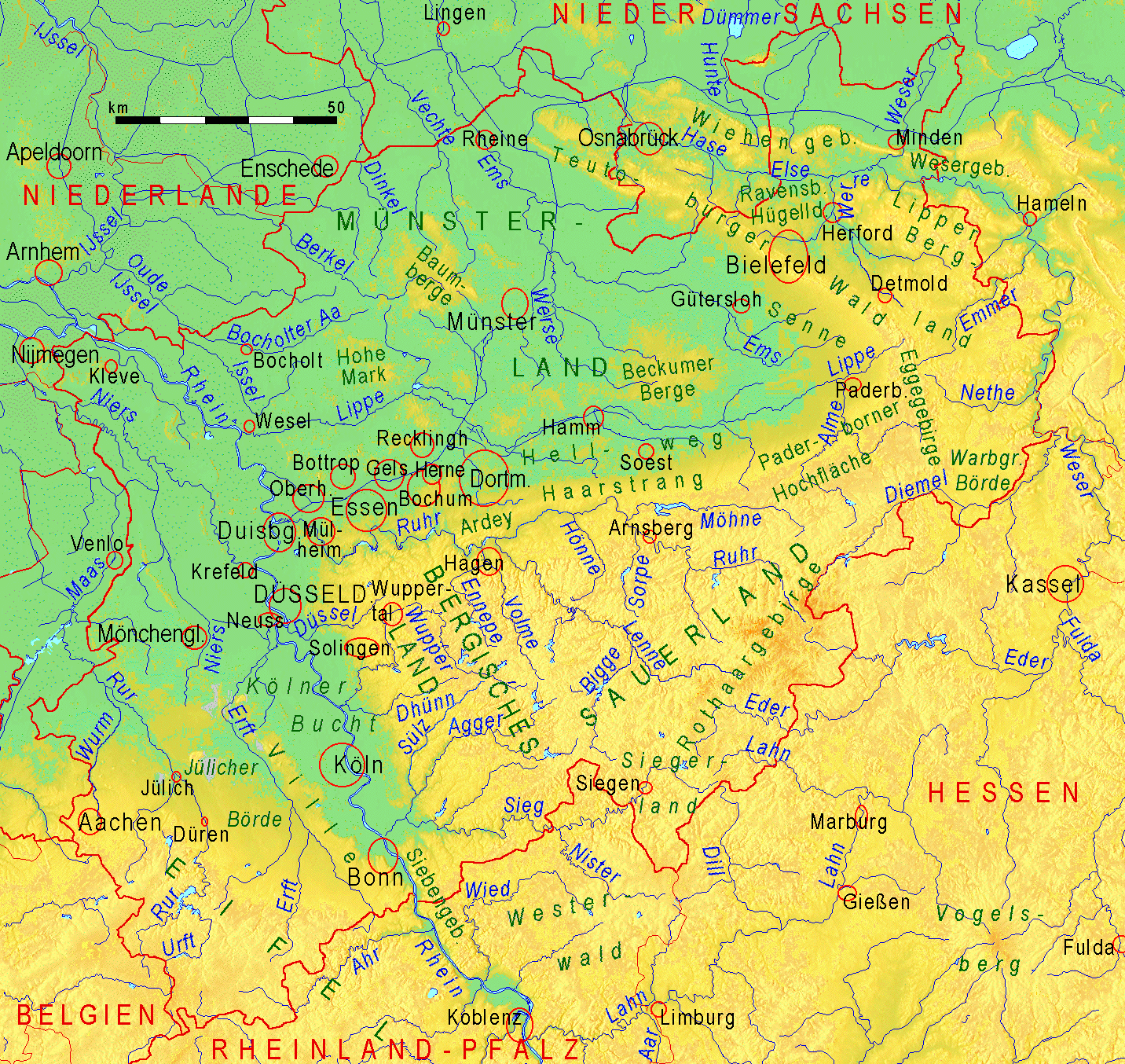
Landschaften und Flüsse Nordrhein-Westfalens

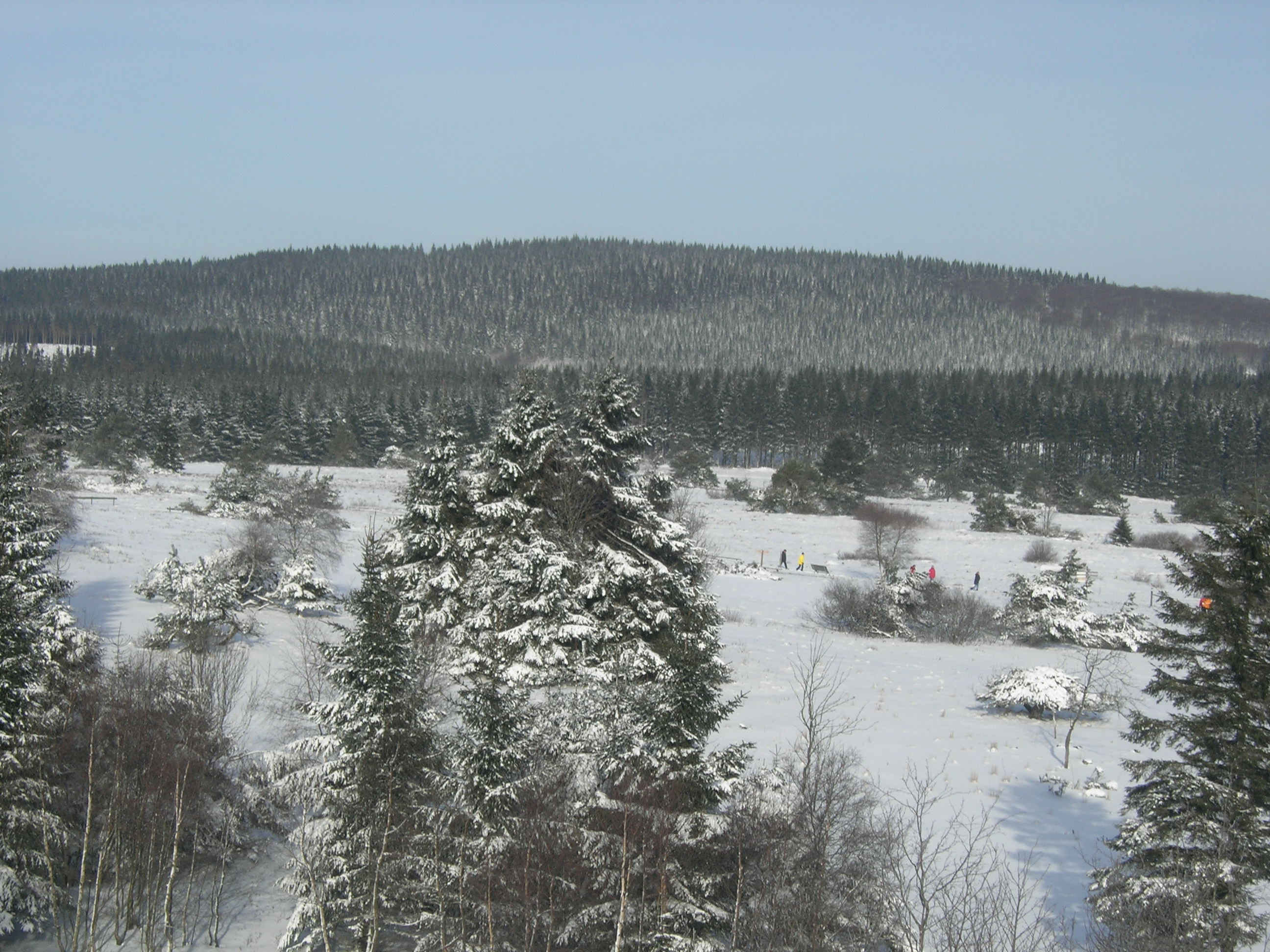
Der Langenberg ist der höchste Berg des Landes.

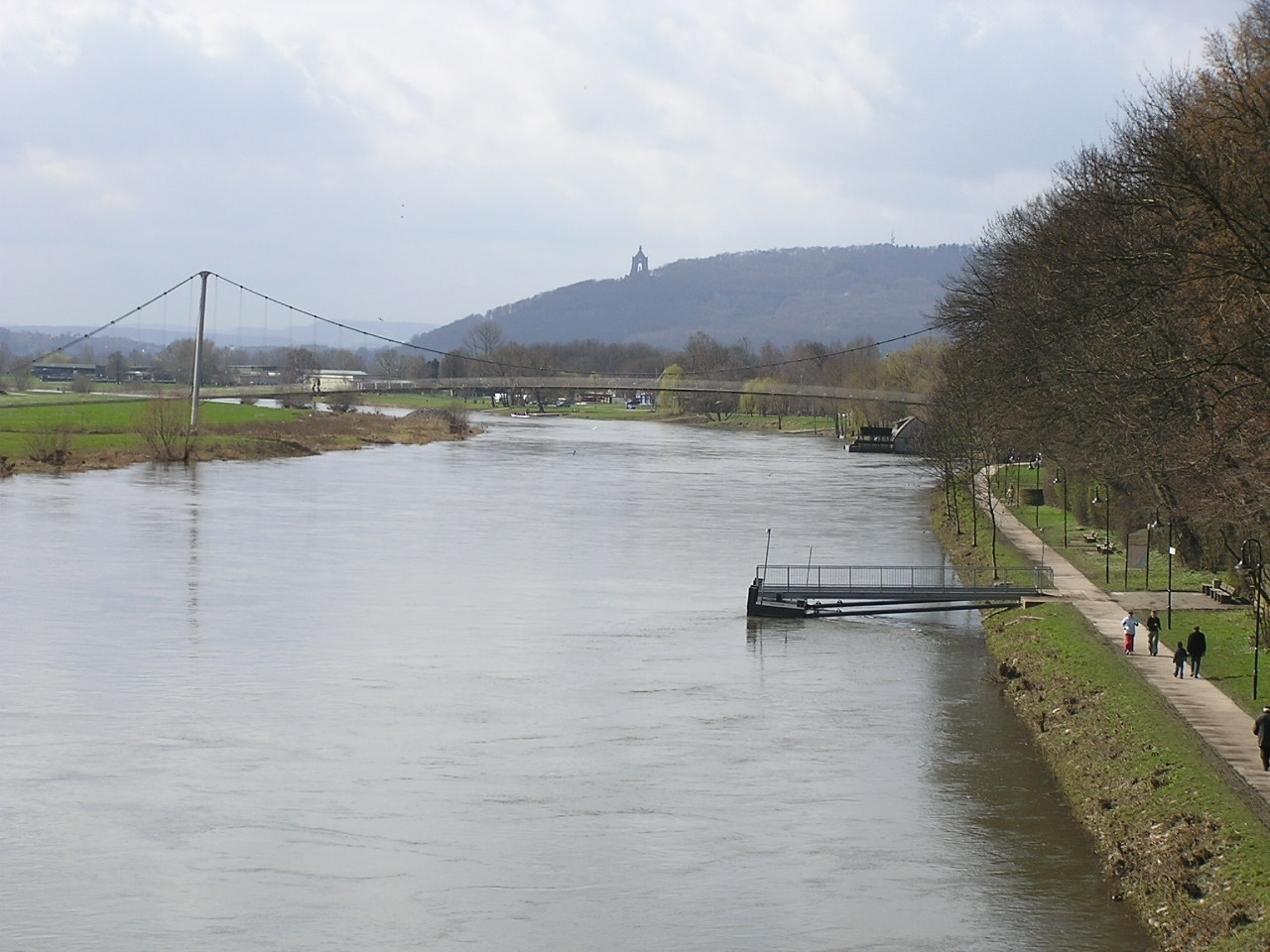
An der Porta Westfalica verlässt die Weser die Mittelgebirge und fließt in das Norddeutsche Tiefland

Nordrhein-Westfalen liegt im Westen der Bundesrepublik Deutschland. Der planimetrisch festgestellte Mittelpunkt Nordrhein-Westfalens liegt im Süden Aplerbecks in der Aplerbecker Mark (51° 28′ 42″ N, 7° 33′ 18″ O).
Der westlichste Punkt liegt bei Selfkant an der niederländischen Grenze, der östlichste bei Höxter an der Weser und der südlichste bei Hellenthal in der Eifel im Südwesten des Landes. Der NRW-Nordpunkt bei Rahden liegt im Nordosten des Landes in der Norddeutschen Tiefebene. Die größte West-Ost-Ausdehnung beträgt rund 235 km.
Die größte Nord-Süd-Ausdehnung beträgt rund 190 km. Die maximale Ausdehnung von Südwest bis Nordost beträgt rund 260 km. Die Gesamtfläche Nordrhein-Westfalens beträgt rund 34.098 km². Nordrhein-Westfalen ist damit das flächenmäßig viertgrößte Land der Bundesrepublik, repräsentiert damit etwa 10 Prozent der Fläche des Bundes. Die westlichste Siedlung Deutschlands, Isenbruch in der Gemeinde Selfkant, und der westlichste Festlandspunkt Deutschlands, ein bei Isenbruch markierter Punkt an der dortigen Kreisstraße 1 im Grenzverlauf zu den Niederlanden, liegen in Nordrhein-Westfalen.
Die tiefste natürliche Senke befindet sich im Kranenburger Ortsteil Zyfflich mit 9,2 m ü. NHN im Nordwesten des Landes. Der tiefste oberirdische Punkt ist jedoch durch den Bergbau entstanden. Der Tagebau Hambach erreicht bei Niederzier eine Tiefe von 267 m unter NHN.
Etwa die Hälfte des Landes liegt in den relativ flachen Regionen des Westfälische Bucht und des Niederrheinischen Tieflandes sowie dem Westfälischem Tiefland ganz im Norden nördlich der Mittelgebirgsschwelle, wo das Land an zwei Stellen weit in die eigentliche Norddeutsche Tiefebene hineinragt. Das Münsterland nimmt den Kernraum der Westfälischen Bucht ein. In der Tiefebene liegen einige wenige isolierte Höhenzüge, darunter die Halterner Berge (Haard, Hohe Mark (mit Rekener Kuppen) und Borkenberge), die Beckumer Berge, die Baumberge und die Stemmer Berge. Die Niederrheinische Bucht (auch als Kölner Bucht bekannt) reicht im Süden bis an die Landesgrenze zu Rheinland-Pfalz, wo sich der Rhein tief in das Gebirge eingeschnitten hat und das Mittelrheintal durchfließt.
Im Süden sowie im Osten des Landes steigt das Terrain an. Dort hat das Land Anteil an den deutschen Mittelgebirgsregionen. Dazu zählen das Weserbergland mit Eggegebirge, Wiehengebirge, Wesergebirge und Teutoburger Wald im Osten, das Sauerland, das Bergische Land, das Siegerland und Siebengebirge im Süden sowie die Eifel und Ville linksrheinisch im Südwesten des Landes. Das Rothaargebirge im Grenzbereich zu Hessen weist Erhebungen von über 800 m ü. NHN auf. Der höchste unter diesen Bergen ist der Langenberg mit 843 m ü. NHN. Die links- und rechtsrheinischen Gebirgszüge im Süden des Landes sowie die südlich angrenzenden Gebiete in den Nachbarländern bilden das Rheinische Schiefergebirge, dessen Untereinheit Süderbergland wiederum in etwa dem rechts des Rheines gelegenen nordrhein-westfälischen Anteil daran entspricht.

## Angrenzende Gebiete
Nordrhein-Westfalen grenzt im Norden und Nordosten an Niedersachsen, im Südosten an die hessischen Regierungsbezirke Kassel und Gießen, im Süden an Rheinland-Pfalz und im Westen an die belgische Region Wallonien (inklusive des Siedlungsgebietes der Deutschsprachigen Gemeinschaft Belgiens) und an die niederländischen Provinzen Limburg, Gelderland und Overijssel. Die Grenzlänge Nordrhein-Westfalens zu Niedersachsen beträgt 583 km, zu den Niederlanden 395 km, zu Rheinland-Pfalz 312 km, zu Hessen 272 km und zu Belgien 99 km.

## Aufteilung
Das Land lässt sich je nach verwendetem Konzept unterschiedlich gliedern. Besonders verbreitet ist eine Einteilung anhand mehrerer soziokultureller, historischer, naturräumlicher und landschaftlicher Bezüge. Demnach ist das Land Nordrhein-Westfalen zunächst in seine drei Landesteile Nordrhein (nördliches Rheinland, meist einfach als Rheinland bezeichnet), Westfalen und Lippe zu unterteilen, die 1946/1947 zum Land Nordrhein-Westfalen zusammengeschlossen wurden. Besonders zwischen Lippe und Westfalen auf der einen und dem Rheinland auf der anderen Seite bestehen deutliche historische und kulturelle Unterschiede. Der dritte Landesteil Lippe, der erst 1947/48 dem bereits bestehenden Land Nordrhein-Westfalen beitrat, gehört ebenfalls zum westfälischen Kulturraum, wird aber als ehemaliger deutscher Bundesstaat meist als eigenständige Region und als eigener Landesteil angesehen. Eine grobe weitere Unterteilung könnte je nach gewählten Merkmalen so erfolgen:
- Rheinland
  - Bergisches Land
  - Eifel
  - Region Aachen
  - Niederrhein
  - Rheinschiene
  - Region Köln/Bonn
- Westfalen
  - Münsterland
  - Minden-Ravensberg
  - Hochstift Paderborn
  - Hellwegbörden
  - Sauerland
  - Siegerland
  - Tecklenburger Land
- Lippe

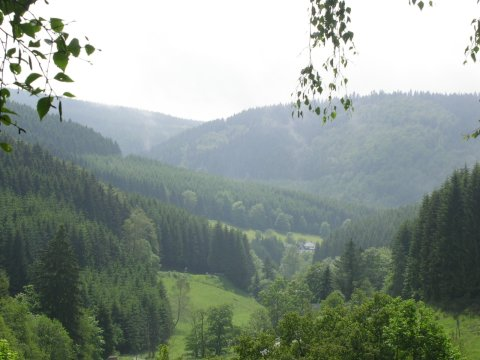
Mittelgebirgsregion im Sauerland

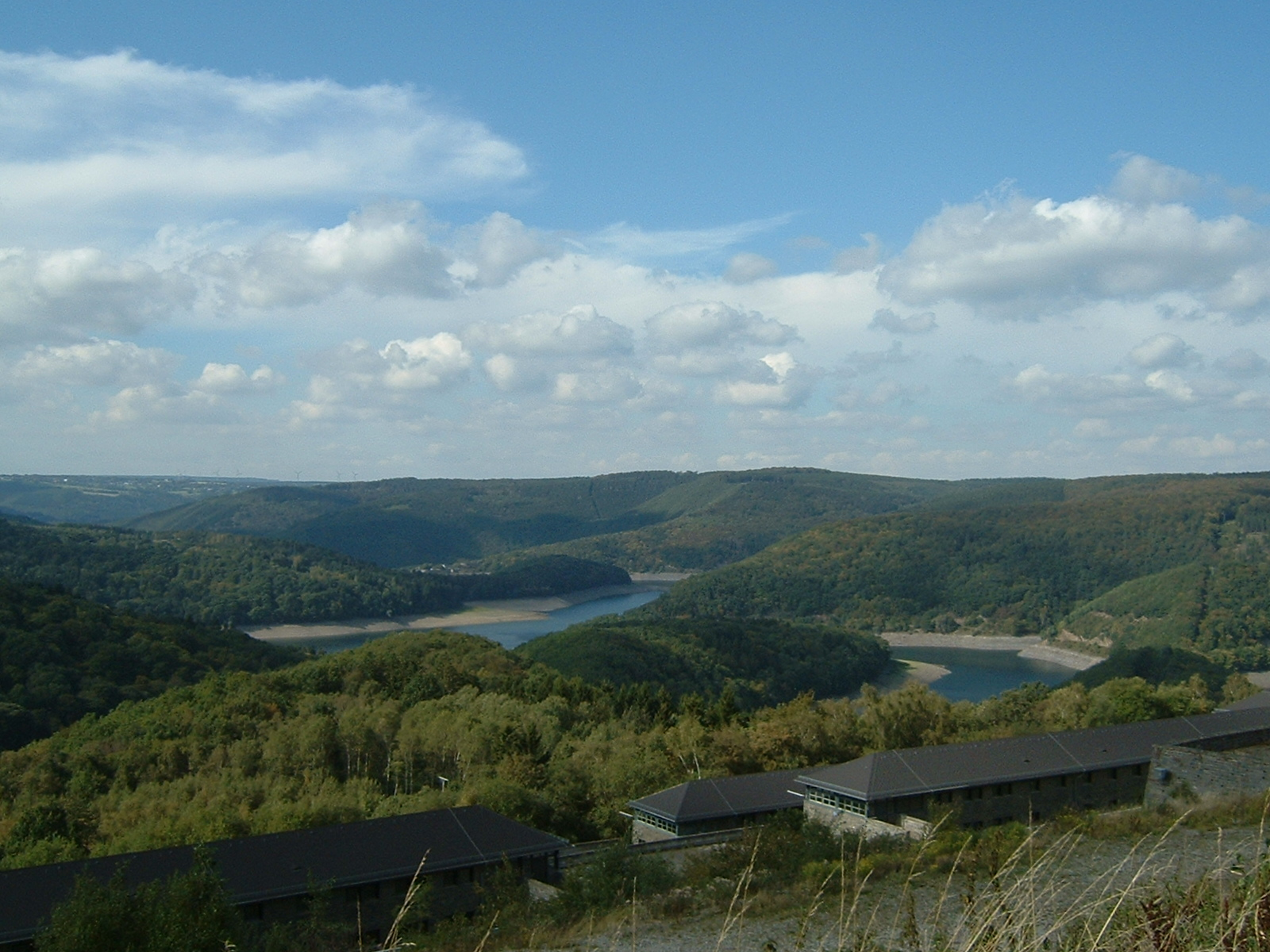
Blick von der Burg Vogelsang zur Urfttalsperre in der Eifel

  - Lipper Land, die Region des ehem. Freistaates

Sonderregionen, die sich nicht in obiges Schema einordnen lassen, sind im Wesentlichen:
- das Ruhrgebiet, gehört historisch und kulturell zum Rheinland und Westfalen. Aufgrund der wirtschaftlichen und soziokulturellen Eigenbezüge hat das Ruhrgebiet ein eigenes Regionalbewusstsein, ohne auf das rheinische oder westfälische Bewusstsein zu verzichten.
- Ostwestfalen-Lippe, landesteilübergreifende Verwaltungseinheit mit dem Regierungsbezirk Detmold, der im westfälischen Landesteil die Regionen Minden-Ravensberg und das Hochstift Paderborn sowie den Landesteil Lippe mit dem Lipper Land umfasst.

Siehe auch: Liste der Landschaften in Nordrhein-Westfalen • Liste der naturräumlichen Einheiten in Nordrhein-Westfalen• Kulturlandschaften in Nordrhein-Westfalen

## Gewässer

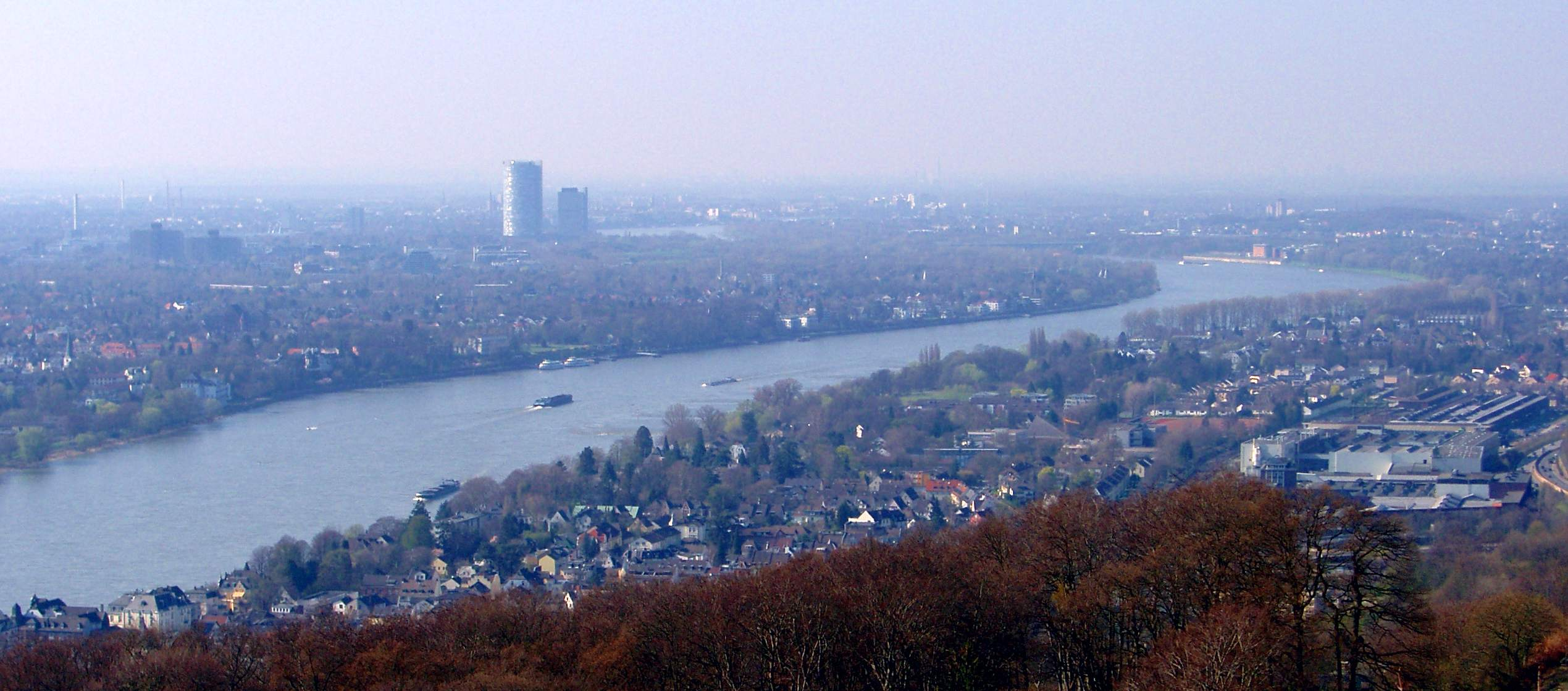
Der Rhein verlässt bei Bonn (Bildhintergrund) das Mittelrheintal und fließt in die Kölner Bucht. Aufnahme vom Drachenfels

Der Großteil des Landes liegt zwischen der Maas im Westen, wenige Kilometer westlich in etwa parallel zur Landesgrenze fließend, und der Weser im Osten.
Der Rhein durchfließt Nordrhein-Westfalen als größter Fluss des Landes auf einer Länge von rund 226 km von Süd nach Nord. Das Land hat Anteil am Mittelrhein, Niederrhein und Deltarhein im Grenzbereich zu den Niederlanden. Am Rhein liegen mit Köln, Düsseldorf und Duisburg drei der fünf größten Städte des Landes. Im Einzugsgebiet des Flusses liegen als wichtigste Nebenflüsse flussabwärts betrachtet die Sieg, Wupper, Erft, Ruhr, Emscher, Lippe. Die Ruhr leiht dem Ruhrgebiet ihren Namen. An ihren Ufern liegen die dichtest besiedelten Gegenden des Landes. Westlich des Rheins hat das Land auch Anteil am Einzugsgebiet der Maas.
Die Weser durchfließt als zweitgrößter Fluss das Land im äußersten Osten des Landes in zwei Abschnitten in nördlicher Richtung, teilweise als Grenzfluss zu Niedersachsen. Ihre Länge in NRW beträgt rund 116 km (41 und 75 km).
Die Lippe ist mit einer Länge von 220 km der längste Fluss in Nordrhein-Westfalen.
In der Westfälischen Bucht stellt die Ems ein eigenes Flusssystem dar. Die Ems durchfließt das Land auf rund 156 km Länge in nordwestlicher Richtung. Westlich der Ems hat das Land im Norden außerdem Anteil am Teileinzugsgebiet der IJssel/Alten Issel, das ebenfalls zum Einzugssystem des Rheins gehört. Das Land Nordrhein-Westfalen wird über die aufgezählten Fließgewässer also vollständig Richtung Nordsee entwässert. Über das Rhein-Massdelta, die Bifurkationen des Schwarzwasserbachs aus dem Krollbach und die Bifurkation der Else aus der Hase sind alle Flusssysteme Nordrhein-Westfalens durch natürliche Fließgewässer miteinander verbunden.
Der Steinkohlenbergbau im Ruhrgebiet führte zu Bergsenkungen und ausgedehnten Polderflächen, die nur durch ständige wasserbauliche Maßnahmen künstlich trocken gehalten werden können; ohne menschlichen Eingriff ständen weite Teile des Ruhrgebiets unter Wasser.
In den bergigen Regionen im Süden Nordrhein-Westfalens befinden sich die meisten der Stillgewässer des Landes, darunter rund 70 Stauseen. Damit besitzt Nordrhein-Westfalen mehr Talsperren als jedes andere Land. Zu den größten Talsperren zählen die Rurtalsperre, die Urfttalsperre, die Wahnbachtalsperre, der Sorpesee, die Möhnetalsperre, die Große Dhünntalsperre sowie die Biggetalsperre. Insgesamt sind rund 1,8 Prozent der Landesfläche von Gewässern bedeckt.
Siehe auch: Liste der Flüsse in Nordrhein-Westfalen • Liste der Seen in Nordrhein-Westfalen • Wasserstraßen und Häfen

## Geologie und Böden

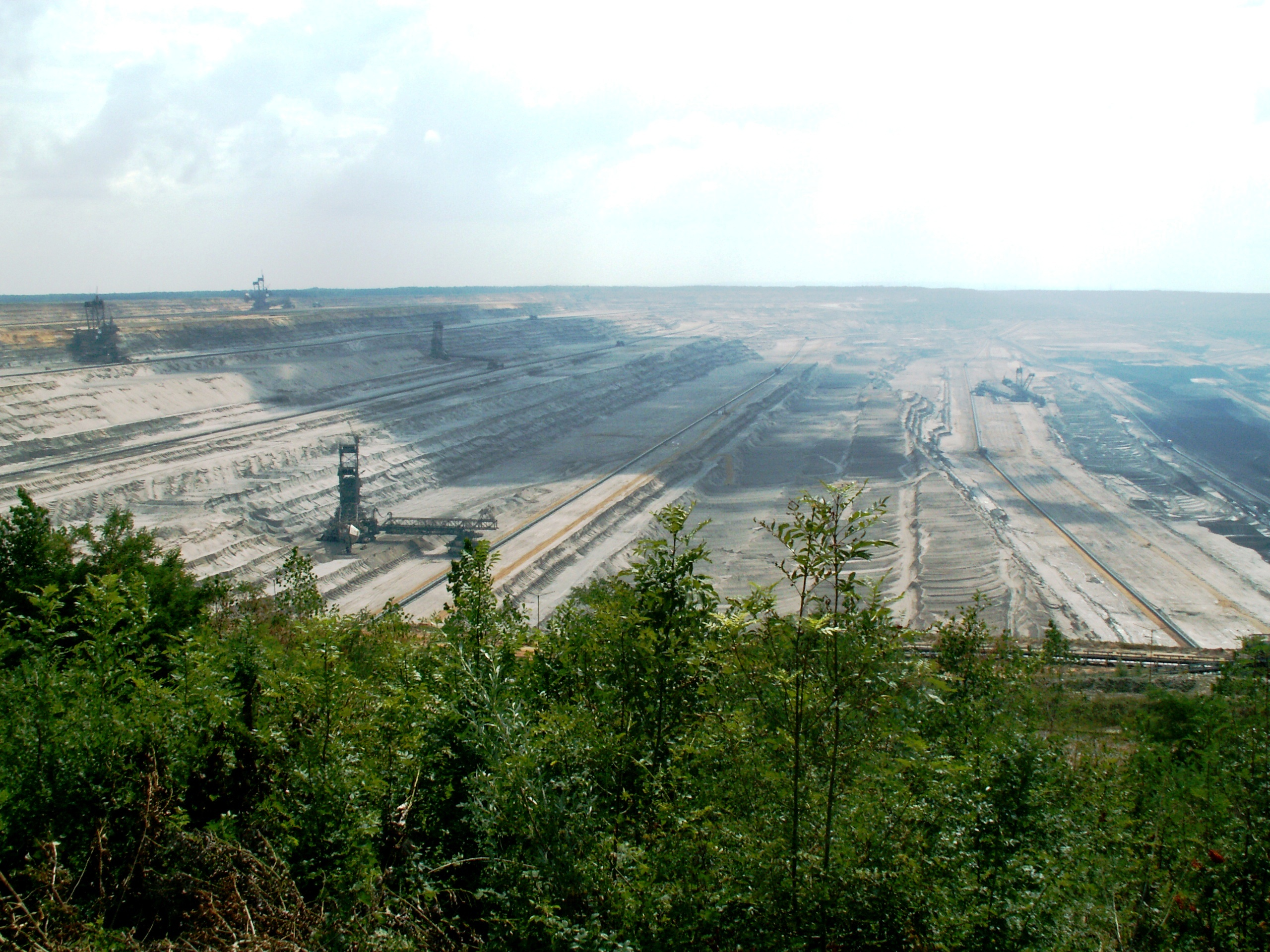
Braunkohleabbau im Tagebau Hambach und tiefster Punkt des Landes

Die naturräumliche Gliederung wird wesentlich durch seine vielschichtige geologische Gestalt bestimmt. Die südlichen und östlichen Landesteile wurden hauptsächlich durch gebirgsbildende Prozesse während des Paläozoikums und Mesozoikums gebildet. Im Norden und Westen ist die Topographie vor allem auf geologische Vorgänge während der letzten Eiszeiten zurückzuführen.
Die Eifel, das Bergische Land, das Sauer- und Siegerland weisen die ältesten Gesteine auf: Sandstein, Grauwacke, Schiefer und Kalkstein treten gefaltet an der Erdoberfläche auf und bilden teilweise das Rheinische Schiefergebirge. Durch die unterschiedlich schnelle Verwitterung und die allmähliche Heraushebung während der letzten ca. 1 Mio. Jahre finden sich im Rothaargebirge die höchsten Berge des Landes. Nördlich der bergigen Region im Süden findet sich das rheinisch-westfälische Steinkohlenrevier mit Kohleflözen aus dem Oberkarbon. Bedeckt ist dieser Teil des Landes durch nach Norden immer mächtiger werdende Schichten jüngerer Sedimente. Nur im Südwesten des Reviers treten die kohleführenden Schichten zutage, so dass hier Tagebau möglich wird.
Ostwestfalen-Lippe besteht geologisch aus Gesteinen des Mesozoikums (Trias, Jura, Kreide). Osning und Eggegebirge sind vielfach gefaltete und gebrochene Gebirgsformationen.
Die Münsterländer Bucht besteht im Untergrund aus Gesteinen des Mesozoikums. Diese werden aber fast vollständig von quartären Lockergesteinen, insbesondere Kreideschichten, die östlich bis zur Paderborner Hochfläche reichen, überdeckt. Ausnahme sind kreidezeitliche Sedimente, die als Halterner Sande, Beckumer und Baumberger Sande aus der quartären Überdeckung der Kreidemulde herausragen. Die quartären Lockergesteine des Pleistozäns und Holozän reichen südwestlich bis in die Kölner Bucht und in das Niederrheinische Tiefland. Das Niederrheinische Tiefland senkt sich seit dem Tertiär schollenweise ab. Durch diese geomorphologische Aktivität zählt das Gebiet zu einer Erdbeben gefährdeten Region. Ebenfalls im Tertiär entstanden im südlichen Niederrhein Braunkohleflöze, die heute ausgebeutet werden. Im Quartär lagerte sich auch hier Lockergestein in Form von Erosionsschutt (Flussschotter) des Rheinischen Schiefergebirges ab. In der Eiszeit des Pleistozän wurden diese Schichte teils zu Endmoränen geformt, die als Niederrheinischer Höhenzug zwischen Kleve und Krefeld sichtbar sind.
Im südlichen Mittelgebirgsbereich kommen vorwiegend Braunerden vor. Die Niederrheinische Bucht ist vor allem von Parabraunerden bedeckt, in Gebieten mit hohem Grundwasserspiegel aber meist Gleye. Das Münsterland ist entweder sandig (Podsole) oder eher tonig (Pseudogleye). Im Eggegebirge finden sich nährstoffarme und flachgründige Böden. Hier haben sich am Rand der Westfälischen Bucht sowie in den Tälern des Weserberglandes in den Eiszeiten Lössschichten angelagert. Diese Börden sind besonders fruchtbar.

## Flächennutzung
Nordrhein-Westfalen ist mit Abstand das dichtest besiedelte Flächenland der Bundesrepublik. Etwa 20 Prozent der Fläche sind bebaut. Insbesondere das Ruhrgebiet und die Rheinschiene von Duisburg über Düsseldorf bis zum Raum Köln-Bonn sind weitgehend verstädtert. Bewaldet sind im Wesentlichen nur die Mittelgebirge im Süden und Osten des Landes. Die Waldfläche macht etwa ein Viertel der Landesfläche aus. Fast der gesamte Rest, rund 50 Prozent, werden landwirtschaftlich genutzt. In besonderer Weise sind die Regionen Niederrhein, die Westfälische Bucht und Minden-Ravensberg durch den Ackerbau geprägt. Im Bundesvergleich mit den Flächenländern der Bundesrepublik sind der Waldanteil sowie der Anteil landwirtschaftlicher Nutzfläche leicht unterdurchschnittlich. Der Anteil der Siedlungs- und Verkehrsfläche ist der Spitzenwert unter allen Flächenländern. Die Anteile der Flächennutzungsarten fasst folgende Tabelle zusammen:
| Flächennutzung NRW (Stand Ende 2018)  | Flächennutzung NRW (Stand Ende 2018) | Flächennutzung NRW (Stand Ende 2018) | Flächennutzung NRW (Stand Ende 2018) |
| Art                                   | Anteil (%)                           | Fläche (km²)                         | Karte                                |
| ------------------------------------- | ------------------------------------ | ------------------------------------ | ------------------------------------ |
| Siedlungsfläche, darunter             | 16,6                                 | 5.658                                |                                      |
| Wohnbaufläche                         | 7,1                                  | 2.436                                |                                      |
| Industrie- und Gewerbefläche          | 3,0                                  | 1.024                                |                                      |
| Sport-, Freizeit- und Erholungsfläche | 2,4                                  | 845                                  |                                      |
| Verkehrsfläche                        | 7,0                                  | 2.385                                |                                      |
| Vegetation, darunter                  | 74,6                                 | 25.442                               |                                      |
| Landwirtschaftsfläche                 | 47,3                                 | 16.148                               |                                      |
| Waldfläche                            | 24,9                                 | 8.487                                |                                      |
| Gehölzfläche                          | 1,6                                  | 546                                  |                                      |
| Unland                                | 0,5                                  | 183                                  |                                      |
| Gewässer                              | 1,8                                  | 627                                  |                                      |
| Gesamt                                | 100                                  | 34.112                               |                                      |

## Geophysik
Das mittlere Rheinland ist eines der bedeutendsten seismisch aktiven Gebiete in Mitteleuropa. Die Messstationen des Geologischen Diensts NRW zeichneten seit 1980 über 800 Erdbeben auf, die zumeist unterhalb der Wahrnehmungsschwelle des Menschen liegen. Im Bereich der Niederrheinischen Bucht verursachten aber immerhin rund 20 Beben nachweislich Schäden, zumeist Gebäudeschäden. Am 13. April 1992 ereignete sich das Erdbeben von Roermond, ein Erdbeben der Stärke 5,9 in der Nähe von Roermond. Es war das stärkste Beben in Mitteleuropa seit mehr als 250 Jahren.
Neben natürlichen Erdbeben ereignen sich in Nordrhein-Westfalen durch den jahrhundertelangen Bergbau immer wieder menschenverursachte bergbaubedingte Erderschütterungen. Die Bergsenkungen verursachen Erdbeben bis zu einer Stärke von 2,8 auf der Richterskala, die meisten bleiben jedoch unterhalb der Wahrnehmungsschwelle. Durch Gebirgsstürze entstehen zuweilen auch Krater (Tagesbrüche) beträchtlicher Ausmaße. Mithin senken sich durch den Bergbau große Gebiete des Ruhrgebiets. Dadurch werden kontinuierlich Gebäude und andere Infrastruktur im Ruhrgebiet beschädigt. Auch nach dem anvisierten Ende des Steinkohlebergbaus werden die beschriebenen Bergsenkungen weiter auftreten.
Siehe auch: Erdbebengebiet Kölner Bucht und Ewigkeitskosten

## Klima
Nordrhein-Westfalen liegt vollständig in der kühlgemäßigten Klimazone Mitteleuropas. Das Land liegt größtenteils im Bereich des maritimen Klimabereichs, welches sich durch relativ milde Winter auszeichnet. Die Klassifikation von Köppen ordnet Nordrhein-Westfalen zum gemäßigten Ozeanklima (Cfb-Klima) mit einer mittleren Temperatur des wärmsten Monats nicht über 22 °C und die des kältesten Monats nicht unter -3 °C. Der Osten von NRW liegt im Übergangsbereich zum kontinentalen Klima. Durch die uneinheitlichen Naturräume ergeben sich auch deutliche Unterschiede im regionalen Klima. Die mittlere Jahrestemperatur liegt je nach Höhenlage zwischen 5 °C und 11,2 °C. Das Münsterland und das Rheinland sind die wärmsten Regionen des Landes. Die geschützten südlichen Teile der Kölner Bucht um Bonn sowie (insbesondere durch Bodenversiegelung) Köln zählen zu den wärmsten Regionen Deutschlands. Hier treten besonders häufig Inversionswetterlagen auf.
Die tiefste am Flughafen Düsseldorf je gemessene Temperatur betrug am 2. Januar 1997 -20,8 °C und die (Stand 2015) höchste dort je gemessene Temperatur 37 °C am 8. August 2003. Am 26. Juni 2019 (Hitzewellen in Europa 2019) wurde dort 37,8 °C gemessen.
In der Kölner Bucht kommt der Wind vorwiegend aus Nordwest. In den Höhenlagen des Sauerlandes ist die Vorzugswindrichtung uneinheitlich, Tendenz aus Nord oder Nordost. Im übrigen Land weht der Wind meist Richtung Nordost und bringt vom Atlantik regelmäßig und ganzjährig Niederschläge. Auch die Niederschläge korrelieren wie die Temperaturen mit der Höhenlage. Durch die Windvorzugsrichtungen bilden sich im Luv Gebiete mit ausgeprägtem Steigungsregen. Auffällig ist dieser Effekt im vergleichsweise regnerischen Bergischen Land. Im Flachland beträgt die jährliche Niederschlagssumme meist etwa 700 bis 900 mm (lokal, beispielsweise in der Zülpicher Börde, die sich im Lee der Eifel befindet, auch unter 600 mm). Im Mittelgebirge fallen jährlich auf bis zu 1300 mm, im Bereich des Teutoburger Waldes, des Eggegebirges und im Sauerland über 1400 mm. Der Kahle Asten ist die nordrhein-westfälische Wetterstation mit den in vieler Hinsicht extremsten Werten: Die Niederschlagssumme liegt hier bei etwa 1500 mm pro Jahr und die Jahresmitteltemperatur meist nur bei 5 °C. 
Für die zentral in Nordrhein-Westfalen und in der Westfälischen Bucht liegende Großstadt Dortmund wurden folgende monatliche langjährige Klimawerte (Sonnenscheindauer für Recklinghausen) ermittelt:
|                        | Jan  | Feb  | Mär  | Apr  | Mai  | Jun  | Jul  | Aug  | Sep  | Okt  | Nov  | Dez  |   |       |
| Mittl. Temperatur (°C) | 1,9  | 2,5  | 5,1  | 8,5  | 12,9 | 16,0 | 17,6 | 17,3 | 14,4 | 10,6 | 5,8  | 3,0  | ⌀ | 9,7   |
| Mittl. Tagesmax. (°C)  | 3,7  | 4,6  | 9,1  | 13,2 | 17,6 | 20,7 | 22,1 | 22,0 | 18,9 | 13,6 | 8,2  | 4,8  | ⌀ | 13,3  |
| Mittl. Tagesmin. (°C)  | −1,1 | −0,8 | 1,9  | 4,7  | 8,2  | 11,2 | 13,4 | 13,2 | 10,8 | 6,9  | 3,4  | 0,5  | ⌀ | 6,1   |
|                        |      |      |      |      |      |      |      |      |      |      |      |      |   |       |
| Niederschlag (mm)      | 69,1 | 53,3 | 65,7 | 63,6 | 69,6 | 90,8 | 84,1 | 74,6 | 68,5 | 60,5 | 74,3 | 81,4 | Σ | 855,5 |
|                        |      |      |      |      |      |      |      |      |      |      |      |      |   |       |
| Sonnenstunden (h/d)    | 1,3  | 2,6  | 3,3  | 5,2  | 6,2  | 6,3  | 6,1  | 6,3  | 4,2  | 3,5  | 1,7  | 1,2  | ⌀ | 4     |
|                        |      |      |      |      |      |      |      |      |      |      |      |      |   |       |
| Regentage (d)          | 17,5 | 13,2 | 16,4 | 15,3 | 15,2 | 16,2 | 15,3 | 14,3 | 14,8 | 14   | 16,8 | 18,1 | Σ | 187,1 |

| −1,1 |

| −0,8 |

| 1,9 |

| 4,7 |

| 8,2 |

| 11,2 |

| 13,4 |

| 13,2 |

| 10,8 |

| 6,9 |

| 3,4 |

| 0,5 |

| −1,1 |

| −0,8 |

| 1,9 |

| 4,7 |

| 8,2 |

| 11,2 |

| 13,4 |

| 13,2 |

| 10,8 |

| 6,9 |

| 3,4 |

| 0,5 |

Niederschlagsdiagramm für Dortmund

Bildet man die Mittelwerte für Temperatur und Niederschlag über alle Flächen des Landes, die sich aus den interpolierten Klimaangaben unter Berücksichtigung der Topographie für jeweils 1 × 1 km große Rasterquadrate darstellen lässt, so ergibt sich für Nordrhein-Westfalen für den Zeitraum 1979–2008 eine durchschnittliche Jahrestemperatur von 9,5 °C und eine jährliche Niederschlagssumme von 920 mm. Untersuchungen für die Jahre ab 1901 bis 2008 zeigen eine signifikanten Anstieg der mittleren Jahrestemperatur um rund 1 °C. Die Niederschlagssumme eines Jahres stieg im selben Zeitraum um 110 mm. Forscher führen beide Ergebnisse auf die Globale Erwärmung zurück. 2023 fielen über 1140 mm Niederschläge – mehr als im bisherigen Rekordjahr 1966.
Die nordrhein-westfälischen monatlichen Durchschnittswerte im Zeitraum 1979 bis 2008:
|                        | Jan | Feb | Mär | Apr | Mai  | Jun  | Jul  | Aug  | Sep  | Okt  | Nov | Dez |   |     |
| Mittl. Temperatur (°C) | 2,0 | 2,5 | 5,5 | 8,5 | 13,0 | 16,0 | 17,5 | 17,0 | 13,5 | 10,0 | 6,0 | 3,0 | ⌀ | 9,6 |
|                        |     |     |     |     |      |      |      |      |      |      |     |     |   |     |
| Niederschlag (mm)      | 86  | 67  | 77  | 58  | 73   | 81   | 81   | 77   | 77   | 74   | 78  | 91  | Σ | 920 |

|  |

|  |

|  |

|  |

|  |

|  |

|  |

|  |

|  |

|  |

|  |

|  |

|  |

|  |

|  |

|  |

|  |

|  |

|  |

|  |

|  |

|  |

|  |

|  |

Siehe auch: Klima in Deutschland, Klima in Ostwestfalen-Lippe

## Nachweise
1. 1 2 3 4 5 6 7  Nordrhein-Westfalen in Zahlen und Geodaten (Memento des Originals vom 9. Mai 2022 im Internet Archive)  Info: Der Archivlink wurde automatisch eingesetzt und noch nicht geprüft. Bitte prüfe Original- und Archivlink gemäß Anleitung und entferne dann diesen Hinweis. (PDF; 390 kB)
2. ↑  Landesvermessungsamt Nordrhein-Westfalen – Der geographische Mittelpunkt von Nordrhein-Westfalen (Memento vom 13. September 2009 im Internet Archive)
3. ↑  https://www.flussgebiete.nrw.de/die-flussgebietseinheit-rhein
4. ↑  https://www1.wdr.de/fernsehen/alle-augen-auf/fluesse-138.pdf
5. ↑  Stefan Harnischmacher: Bergsenkungen im Ruhrgebiet. In: Westfalen Regional. Landschaftsverband Westfalen-Lippe; Geographische Kommission für Westfalen, 2012, abgerufen am 1. August 2014.
6. ↑  Peter Wittkampf: Die Emscher bis zum Ende des 20. Jahrhunderts. In: Westfalen Regional. Landschaftsverband Westfalen-Lippe; Geographische Kommission für Westfalen, 2012, abgerufen am 1. August 2014.
7. 1 2 3  Landesamt für Umwelt, Natur und Verbraucherschutz NRW: Kapitel 2: Allgemeine Landesdaten (Memento des Originals vom 1. April 2010 im Internet Archive)  Info: Der Archivlink wurde automatisch eingesetzt und noch nicht geprüft. Bitte prüfe Original- und Archivlink gemäß Anleitung und entferne dann diesen Hinweis. (PDF-Datei; 2,93 MB)
8. ↑  Statistisches Landesamt Baden-Württemberg: Statistisches Monatsheft Baden-Württemberg 7/2006 (Memento des Originals vom 2. April 2015 im Internet Archive)  Info: Der Archivlink wurde automatisch eingesetzt und noch nicht geprüft. Bitte prüfe Original- und Archivlink gemäß Anleitung und entferne dann diesen Hinweis. (PDF-Datei; 367 kB)
9. ↑  NRW: Fast ein Viertel (23,6 Prozent) der Landesfläche sind Flächen für Siedlung und Verkehr. In: IT.NRW. 16. September 2019, ehemals im Original (nicht mehr online verfügbar); abgerufen am 5. August 2021. (Seite nicht mehr abrufbar. Suche in Webarchiven)
10. ↑  Landesbetrieb Information und Technik Nordrhein-Westfalen (Hrsg.): Bodenflächen in Nordrhein-Westfalen nach Nutzungsarten am 31.12.2017 und 2018. S. 1 (it.nrw [PDF]).
11. ↑  Geologischer Dienst NRW: Geophysik, Erdbebendienst (Memento des Originals vom 30. April 2008 im Internet Archive)  Info: Der Archivlink wurde automatisch eingesetzt und noch nicht geprüft. Bitte prüfe Original- und Archivlink gemäß Anleitung und entferne dann diesen Hinweis.
12. ↑  Bezirksregierung Köln: Der geographische Mittelpunkt von Nordrhein-Westfalen (Memento vom 13. September 2009 im Internet Archive)
13. ↑  Ulrich Friske: Erdbeben: Bei uns keine Gefahr? In: Westfalenpost. Funke Mediengruppe, 25. Februar 2008, abgerufen am 1. Mai 2025.
14. ↑  Stern.de: Die Rache des Berges
15. ↑  Focus.de: Die Zeitbombe im Pott (Memento des Originals vom 12. März 2021 im Internet Archive)  Info: Der Archivlink wurde automatisch eingesetzt und noch nicht geprüft. Bitte prüfe Original- und Archivlink gemäß Anleitung und entferne dann diesen Hinweis.
16. ↑  Deutscher Wetterdienst: Absolute Höchsttemperaturen in Deutschland (Memento des Originals vom 23. September 2015 im Internet Archive)  Info: Der Archivlink wurde automatisch eingesetzt und noch nicht geprüft. Bitte prüfe Original- und Archivlink gemäß Anleitung und entferne dann diesen Hinweis. (PDF-Datei; 45 kB)
17. ↑  Deutscher Wetterdienst: Absolute Tiefsttemperaturen in Deutschland (Memento des Originals vom 23. September 2015 im Internet Archive)  Info: Der Archivlink wurde automatisch eingesetzt und noch nicht geprüft. Bitte prüfe Original- und Archivlink gemäß Anleitung und entferne dann diesen Hinweis. (PDF-Datei; 45 kB)
18. ↑  rp-online.de
19. ↑  Landesamt für Natur, Umwelt und Verbraucherschutz: Niederschlagsverteilung (Memento vom 7. Juli 2011 im Internet Archive)
20. ↑  Ellen Sträter, Winfried Straub, Christian Koch: Die Klimaentwicklung in NRW. Beobachtungen seit Anfang des 20. Jahrhunderts. In: Landesamt für Natur, Umwelt und Verbraucherschutz Nordrhein-Westfalen (Hrsg.): Natur in NRW. Nr. 1. Recklinghausen 2010, S. 39–42 (lanuv.nrw.de (Memento vom 12. Juni 2010 im Internet Archive) [PDF; 3,5 MB; abgerufen am 10. Oktober 2010]).
21. ↑  DWD; Bundesministerium für Verkehr, Bau und Stadtentwicklung: Klimadaten – Mittelwerte
22. ↑  Idealo Internet GmbH: Wetter. Flughafen Dortmund. Berlin.
23. ↑  GEO.de; GEO-Reisecommunity: Dortmund Klima. Verlag Gruner + Jahr. Hamburg.
24. ↑  Ellen Sträter, Winfried Straub, Christian Koch: Die Klimaentwicklung in NRW. Beobachtungen seit Anfang des 20. Jahrhunderts. In: Landesamt für Natur, Umwelt und Verbraucherschutz Nordrhein-Westfalen (Hrsg.): Natur in NRW. Nr. 1. Recklinghausen 2010, S. 39–42 (lanuv.nrw.de (Memento vom 12. Juni 2010 im Internet Archive) [PDF; 3,5 MB; abgerufen am 10. Oktober 2010] Datenbasis sind interpolierte Werte für ein 1x1 km großes Raster über ganz Nordrhein-Westfalen für die Periode 1979 bis 2008 erhoben durch den Deutschen Wetterdienst. Berücksichtigt für die Interpolation wurden die Messwerte der nahen Wetterstationen sowie die Höhenlage des Rasterquadrates. Der Mittelwert ergibt sich aus den Mittelwerten aller dieser 1 km² großen Quadrate.).
25. ↑  wdr.de
26. ↑  Ellen Sträter, Winfried Straub, Christian Koch: Die Klimaentwicklung in NRW. Beobachtungen seit Anfang des 20. Jahrhunderts. In: Landesamt für Natur, Umwelt und Verbraucherschutz Nordrhein-Westfalen (Hrsg.): Natur in NRW. Nr. 1. Recklinghausen 2010, S. 39–42 (lanuv.nrw.de (Memento vom 12. Juni 2010 im Internet Archive) [PDF; 3,5 MB; abgerufen am 10. Oktober 2010] Datenbasis sind interpolierte Werte für ein 1x1 km großes Raster über ganz Nordrhein-Westfalen für die Periode 1979 bis 2008 erhoben durch den Deutschen Wetterdienst. Berücksichtigt für die Interpolation wurden die Messwerte der nahen Klimastationen sowie die Höhenlage des Rasterquadrates. Der Mittelwert ergibt sich aus den Mittelwert aller dieser 1 km² großen Quadrate. Die in der Tabelle angegebenen Werte wurden aus einem im Artikel gezeigten Klimadiagramm ausgelesen und gelten daher nicht exakt.).

Koordinaten: 51° 29′ N, 7° 33′ O